# Башак (квартал на Истанбул)
„Башак“ (на турски: Başak) е квартал на Истанбул, разположен в околия Башакшехир. Общата му площ е 12,0 км2. Според данни на Адресната система за регистриране на населението (ABPRS) към 2023 г. населението на „Башак“ е 70 758 жители.